# جغرافيا كازخستان
تقع كازاخستان في آسيا الوسطى (مع 4٪ من البلاد في أوروبا الشرقية). تبلغ مساحة كازاخستان حوالي 2,724,900 كيلومتر مربع. تحد البلاد من الجنوب تركمانستان وأوزبكستان وقيرغيزستان. روسيا في الشمال؛ روسيا وبحر قزوين من الغرب. ومنطقة شينجيانغ في الصين من الشرق.